# 河野徳三
河野 徳三（こうの とくぞう、1926年 - ）は、日本の労働運動家。元全日本労働総同盟（同盟）調査局長。

## 経歴
総同盟調査部長を務め、鉄鋼労連調査部長の千葉利雄、新産別調査部長の白石徳夫とともに論客として知られた。1967年に同盟が策定した長期賃金計画は、同盟の調査局にいた河野が労働界ではいち早くコンピュータを使用したマクロ計量モデルに着目し、経済企画庁の佐々木孝男に相談して作成した。物価上昇率をめぐり千葉利雄と「千葉・河野論争」を展開したことでも知られる。著書に『労働組合のための賃金体系改善の手引』（産業労働調査所、1982年）がある。

## 関連文献
- ものがたり戦後労働運動史刊行委員会編『ものがたり戦後労働運動史Ⅸ――政策推進労組会議の成立から統一準備会へ』（教育文化協会、発売：第一書林、2000年）